# Sud-Ouest des États-Unis

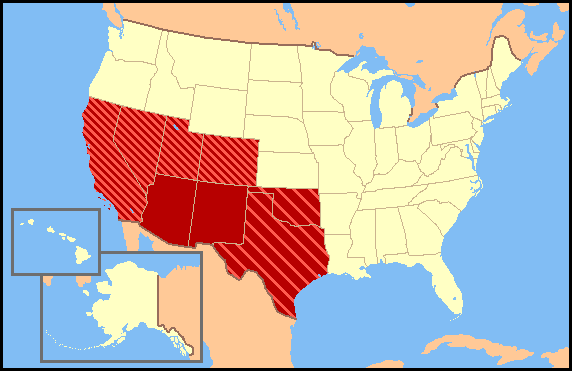
Carte du Sud-Ouest des États-Unis. Le Nouveau-Mexique et l'Arizona (en rouge) constituent le cœur du Sud-Ouest américain. Selon les critères retenus, les États hachurés font ou ne font pas partie de l'ensemble régional. La Californie est généralement classée parmi les États du Pacifique, tandis que le Texas et l'Oklahoma peuvent être rangées dans le Sud des États-Unis.

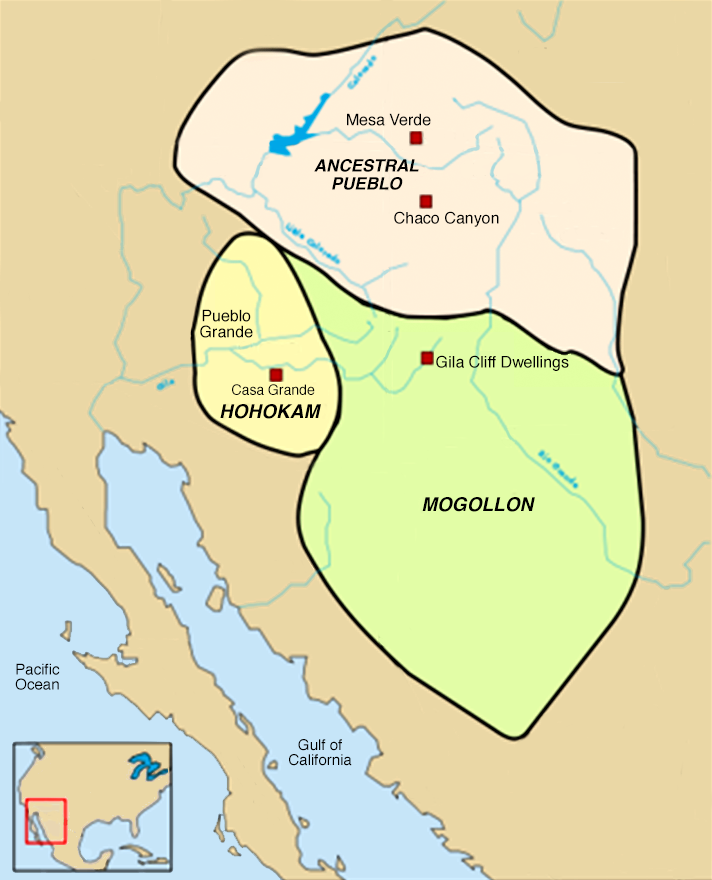
Situation vers 1350.

Le Sud-Ouest des États-Unis, Sud-Ouest américain ou Southwest est une région géographique des États-Unis proche de la frontière américano-mexicaine. Le 40e parallèle nord fait office de limite nord. L'ensemble se distingue par son milieu naturel désertique et de haute altitude (montagnes, plateaux, bassins).
Historiquement, les régions du Sud-Ouest ont été aménagés par des civilisations anciennes et relativement avancées comme les Anasazis. Puis elles furent explorées et colonisées par les Espagnols. Au XIXe siècle, à l'exception de portions du Colorado, la majorité est passée sous la souveraineté mexicaine avant d'intégrer les États-Unis. De nos jours, les Hispaniques tendent à y devenir majoritaires, alors que les communautés amérindiennes sont relativement nombreuses. Les principales villes, en dehors du Texas, sont Albuquerque, Las Vegas, Phoenix, Tucson.

## Histoire

### Époque précolombienne

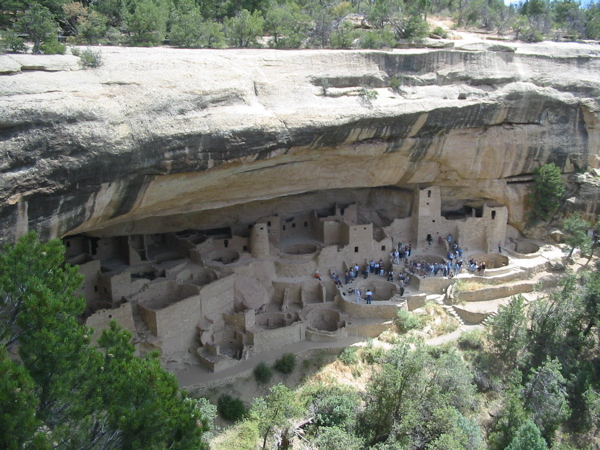
Cliff Palace, site anasazi dans le parc national de Mesa Verde (Colorado).

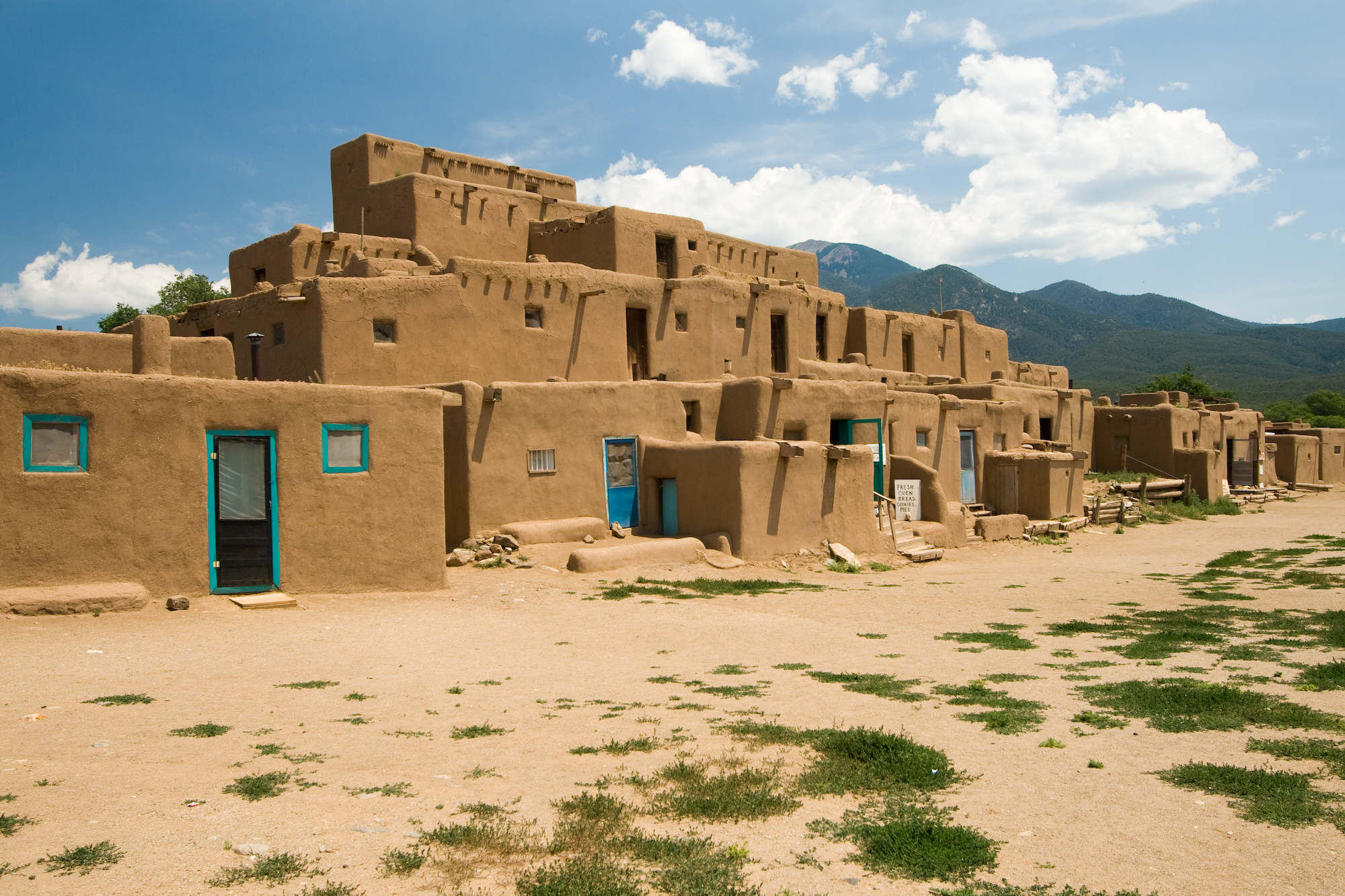
Taos, Nouveau-Mexique. Exemple de construction adobe des pueblos.

Les différents sites préhistoriques attestent d’abord de l’existence de groupes de chasseurs-cueilleurs nomades. Ces paléoaméricains chassaient les animaux du Pléistocène (mammouth, bison). L'archéologie a mis au jour des objets lithiques, en particulier les pointes de flèche des traditions Clovis et Folsom. Ces chasseurs utilisaient probablement déjà le propulseur (atlatl) pour envoyer leurs projectiles.
Il y a environ 11 500 ans, le climat de l'Amérique du Nord devint plus chaud et plus sec, ce qui eut pour conséquence une évolution du milieu naturel : la mégafaune disparut et la végétation s'adapta aux nouvelles conditions. À la faveur d’un réchauffement climatique et d’influences méso-américaines, les populations amérindiennes se sont sédentarisées. Cette période archaïque se caractérise par la diversification des sources de nourriture : chasse d'un gibier plus petit (cervidés), pêche dans les cours d'eau, cueillette de baies, noix, graines et tubercules. Surtout, les premières formes d’agriculture et de commerce se développent.
Les civilisations disparues avant l’arrivée des Européens sont les Mogollons, les Hohokams et les Anasazis. Ces civilisations présentent un haut degré de développement marqué par un certain niveau d’urbanisation (par exemple, Chaco Canyon était une conurbation rassemblant 15 000 à 30 000 habitants), une agriculture efficace (irriguée et diversifiée (courge, maïs, haricot et coton), un artisanat raffiné (travail du cuivre) et des lieux de culte monumentaux (kivas des Anasazis). Les causes de leur effondrement avant le XVIe siècle demeurent incertaines : les Anasazis disparaissent sans doute en raison d'une grande sécheresse.
Les descendants des Anasazis, les Pueblos, les Hopis, les Zuñis ou encore les Papagos continuent de pratiquer l’irrigation pour le maïs, tissent le coton, font des poteries, tressent des paniers, exploitent le cactus pour son eau, son jus, sa pulpe et son sirop, aux propriétés hallucinogènes. Comme leurs ancêtres, ils construisent des villages de pierres ou en adobe. Ils vivent sous la menace permanente des attaques des Apaches ou des Comanches.